# 天山千里光
天山千里光（学名：Senecio tianschanicus）为菊科千里光属的植物。其种加词“tianschanicus”意为“天山山脉的”。分布在俄罗斯、吉尔吉斯斯坦、缅甸以及中国大陆的青海、内蒙古、新疆、西藏、甘肃等地，生长于海拔2,450米至5,000米的地区，见于草坡、开旷湿处或溪边，目前尚未由人工引种栽培。